# Klas Diederich
Klas Diederich (geboren am 26. Oktober 1938 in Wuppertal) ist ein deutscher Mathematiker und emeritierter Professor der Universität Wuppertal.

## Leben
Klas Diederich wurde als Sohn von Karl and Elfriede (Faller) Diederich in Wuppertal geboren und besuchte die dortige Waldorfschule. Er studierte Mathematik und Physik an der Universität Göttingen. Er ist verheiratet mit Susanne Hengstenberg Diederich und hat eine Tochter. Er war befreundet mit dem Maler und Priester der Christengemeinschaft Johannes Rath.

## Mathematik
Klas Diederich schrieb seine Dissertation bei Hans Grauert über „Das Randverhalten der Bergmannschen Kernfunktion und Metrik auf streng pseudokonvexer Gebieten“. Er lehrte von 1967 bis 1969 an der Universität Göttingen, von 1969 bis 1978 an der Universität Münster und hatte ab 1978 eine Professur an der Universität Wuppertal. In der Mathematik beschäftigte er sich mit dem Gebiet der komplexen Analysis, insbesondere der Konvexität in der komplexen Analysis und stellte Ende der 70er Jahre mit dem norwegischen Mathematiker John Erik Fornæss das Diederich-Fornaess-Theorem auf. Bei ihm promovierten unter anderen Viorel Vajaitu, Sven Blumberg und Thorsten Hübschen.

## Anthroposophie
Seit den 70er Jahren veranstaltete Klas Diederich u. a. mit Ernst Weißert vom Bund der Freien Waldorfschulen regelmäßige Tagungen für junge Menschen zur Berufsorientierung auf der Burg Ludwigstein in der Nähe von Witzenhausen, später auch an anderen Orten.

## Aufsätze und Veröffentlichungen (Auswahl)

### Mathematik
- Diederich, K., Fornæss, J. E.: Pseudoconvex domains: Bounded strictly plurisubharmonic exhaustion functions. Inventiones math. 39, 129-141 (1977)
- Diederich, K., Fornæss, J. E.: Pseudoconvex domains with real-analytic boundary. Ann. Math. 107, 371-384 (1978)
- Diederich, K., Webster, S.: A reflection principle for degenerate real hypersurfaces. Duke Math. J. 47, 835-843 (1980)

### Beiträge in Werken von Johannes Rath
- Im delischen Kreis. Aufzeichnungen über Verweigerung, Entzug, Verzicht und Können. Hrsg. und mit einem Beitrag von Klas Diederich. Urachhaus, Stuttgart 1990. ISBN 3-87838-654-0.
- Der Rabbi und die Rose. Literarische Miniaturen. Mit einem Nachwort von Klas Diederich. Urachhaus, Stuttgart 2010. ISBN 978-3-8251-7734-8.

### Beiträge zur Anthroposophie
- Diederich K. Der Sprache zuliebe. Von der Erfahrbarkeit der Sprache und vom Sprechen, die Drei 1, 1994, Seite: 45
- Diederich K. Quellorte: Bilder, Zeichen, Worte. Die Wandtafelzeichnungen Rudolf Steiners, die Drei 4, 1995, Seite: 261